# Лалю Димитров
Лалю Иванов Димитров е български политик от БКП, деятел на изкуството и културата.

## Биография
Роден е на 29 август 1928 г. в ловешкото село Орешак. От 1944 г. е член на РМС, а от 1948 г. и на БКП. Бил е инструктор в Околийския комитет на РМС в Троян, а след това на същата позиция в Културно-просветния отдел на ЦК на ДСНМ. През 1949 г. започва да работи като журналист. Бил е кореспондент, сътрудник, завеждащ отдел и заместник главен редактор. Между 1952 и 1967 г. е главен редактор на вестниците „Граничар“, „Народна младеж“ и „Поглед“. От 1967 до 1972 г. е заместник-завеждащ отдел „Пропаганда и агитация“ при ЦК на БКП. Известно време е заместник-председател на Комитета по печата. В периода 1975 – 1980 г. е главен редактор на в. „Отечествен фронт“. По-късно отново е заместник-завеждащ и завеждащ отдел „Средства за масова информация“ при ЦК на БКП (1974 – 1984). В периода 20 януари 1986 – 28 август 1987 г. е председател на Комитета за телевизия и радио. Член е на Националния съвет на ОФ и заместник-председател на Съюза на българските журналисти. От 1981 до 1990 г. е кандидат-член на ЦК на БКП.
Умира в София през 2011 г. Погребан е в Централните софийски гробища.